# Selles (Pas-de-Calais)
Selles (Nederlands: Zele) is een gemeente in het Franse departement Pas-de-Calais (regio Hauts-de-France) en telt 286 inwoners (1999). De plaats maakt deel uit van het arrondissement Boulogne-sur-Mer.

## Geografie
De oppervlakte van Selles bedraagt 6,3 km², de bevolkingsdichtheid is 45,4 inwoners per km².
De onderstaande kaart toont de ligging van Selles (Pas-de-Calais) met de belangrijkste infrastructuur en aangrenzende gemeenten.

## Demografie
Onderstaande figuur toont het verloop van het inwonertal (bron: INSEE-tellingen).